# Сэкинэ, Синобу
Синобу Сэкинэ (яп. 関根 忍 Сэкинэ Синобу, 20 сентября 1943 года, посёлок Оараи, префектура Ибараки, Япония — 18 декабря 2018 года, Токио, Япония) — японский дзюдоист, чемпион Олимпийских игр, призёр чемпионата мира, чемпион Азии, чемпион Японии по дзюдо.

## Биография
Родился в посёлке Оараи в 1943 году.
Обучался в Университете Тюо, по его окончании поступил на работу в столичное отделение полиции Японии.
Перед Олимпийскими играми 1968 года, будучи чемпионом Азии, конкурировал за место в команде с Исао Окано, но дзюдо не вошло в состав видов спорта, представленных на Олимпиаде. Несмотря на то, что в 1971 году на чемпионате мира остался лишь третьим, в 1972 году победив на чемпионате Японии, был отобран для участия в Летних Олимпийских играх 1972 года. В его категории боролись 35 дзюдоистов.
Борец, победивший во всех схватках группы выходил в полуфинал, где встречался с борцом из другой группы, вышедшим в полуфинал по результатам «утешительных» схваток. В «утешительных» схватках встречались те борцы, которые проиграли победителю группы: так, проигравший борец «Б» в первой схватке борцу «А», во второй схватке (при условии, что борец «А» свою вторую схватку выиграл) боролся с проигравшим борцу «А», и если выигрывал, то продолжал участвовать в турнире до тех пор, пока борец «А» не проигрывал, и если борец «А» выходил в полуфинал, то борец «Б» также выходил в полуфинал. Таким образом, исключалась возможность того, что в первых схватках выбывали сильные борцы.
В первых трёх схватках Синобу Сэкинэ победил за 48 секунд Орландо Феррейра (Португалия), за 4 минуты 46 секунд Ласло Ипача (Венгрия), Рика Литтлвуда (Новая Зеландия), но затем неожиданно проиграл О Сын Нипу (Южная Корея). В утешительной схватке японский борец победил Лутца Лишка (Австрия), и поскольку корейский борец вышел в полуфинал, вслед за ним и Синобу Сэкинэ вышел в полуфинал. В полуфинале Синобу Сэкинэ победил Брайана Джекса (Великобритания) и вновь в финале встретился с О Сын Нипом. На этот раз японский борец избрал исключительно защитную тактику, и встреча почти все отведённые 10 минут продолжалась без оценок. На последних секундах схватки Синобу Сэкинэ провёл переднюю подножку (таи-отоси), сумев бросить соперника, но оценку не получил (в то время оценивались броски только в вадза-ари и иппон, а оценок кока и юко не было). Тем не менее, этот бросок позволил ему победить решением судей, причём мнения боковых судей разделились, и победу, а вместе с ней и звание олимпийского чемпиона, японскому борцу отдал голландский судья на татами.
После олимпийских игр оставил большой спорт, по окончании карьеры был советником и тренером в японской федерации дзюдо. Выступал в качестве судьи на Летних Олимпийских играх 1996 года. Работал инструктором в полиции и тренером в Heisei International University в Кадзо. В течение пяти лет был президентом Tokyo Metropolitan Judo Federation.
Скончался 18 декабря 2018 года от рака.